# Solveig Nordström
Solveig Nordström (Estocolmo, 25 de noviembre de 1923 - Benidorm, 21 de enero de 2021) fue una arqueóloga sueca, asentada en España desde 1955.
Fue la responsable de que el importante yacimiento arqueológico del Tossal de Manises se salvase de una destrucción segura a causa de la especulación inmobiliaria, cuando las autoridades de Alicante permitieron que en dicho yacimiento se planificase la construcción de un gran complejo hotelero en los años 60.

## Biografía

### Inicios
Solveig Nordström nació en la capital de Suecia en 1923, en cuya universidad entraría a estudiar Literatura; sin embargo, su tesis sobre Selma Lagerlof fue rechazada y a raíz de ello decidió matricularse en arqueología clásica para poder estudiar latín y griego. Pese a la mala imagen que se tenía de España en Suecia por culpa de la dictadura franquista, Solveig decidió visitarla, atraída por los yacimientos arqueológicos del levante español, donde su investigación desempeñará un papel crucial. 
Nordström llegó a España en 1955 con el objetivo de abrir un instituto sueco en este país también, y atraída además por la forma práctica que se enseñaba arqueología en este país, donde, a diferencia de Suecia, el alumnado de arqueología visitaba las excavaciones lo antes posible para aprender de una manera más práctica colaborando en las mismas.

### Relación con Alicante
Solveig Nordtröm vinculó su vida y su trabajo a la investigación de la historia del levante español. En 1955 se estableció en Alicante. Comenzó sus trabajos en los yacimientos de Guardamar del Segura. Por entonces ya se le definía como una incansable trabajadora de campo. Participó asimismo en la reforma del Museo Arqueológico Provincial de Alicante, siendo la figura clave del incremento sustancial de su fondo patrimonial durante los años 70.

### Salvación del Tossal de Manises
Esta arqueóloga es particularmente conocida como la persona que salvó el Tossal de Manises de la depredación inmobiliaria, ya que mientras realizaba su tesis doctoral en Alicante, y al tener noticia de la inminente destrucción de los restos de la ciudad de Lucentum bajo la piqueta de la especulación inmobiliaria, se enfrentó abiertamente a las autoridades franquistas para impedirlo. Solveig se tendió delante de las excavadoras tras avisar a la prensa internacional del atropello que estaba a punto de cometerse con el patrimonio cultural más importante de la provincia. Gracias a esta temeraria acción, consiguió la paralización momentánea de la destrucción de los restos. Es seguro que, de no haber sido Solveig ciudadana sueca, su actitud habría sido reprimida de forma inmediata por las autoridades, que prefirieron evitar un escándalo aún mayor del que ya se estaba produciendo.
Después de esta paralización, Solveig logró que el Ministerio de Educación español comprara los terrenos sobre los que se asentaban los restos, impidiendo de este modo la desaparición de la ciudad íbero-cartaginesa-romana.

### Últimos años
Solveig Nordtröm siguió activa y residiendo en Benidorm hasta su muerte, donde se estableció en los años 60. Nordström colaboró con el Grupo de Estudios Espíritistas Allan Kardec, siendo impulsora de la difusión de este movimiento en su país de origen.

### Fallecimiento
Su fallecimiento se produjo en Benidorm el 21 de enero de 2021, a los 97 años de edad.

## Homenajes y reconocimientos
En 2011 se inauguró un parque urbano en las proximidades del parque arqueológico del Tossal de Manises que recibió el nombre de Solveig Nordström, a petición de la Asociación Cultural Alicante Vivo, en honor a la arqueóloga que lo salvó y garantizó su actual existencia. Dicha rotulación fue aprobada por el pleno del Ayuntamiento el 31 de mayo de 2010. Nordström asistió al acto.

## Publicaciones

### Obra propia
- Los cartagineses en la costa alicantina. Imp. de Such, Serra y Cía. 1961
- Excavaciones en el poblado ibérico de la Escuera (San Fulgencio, Alicante). Serie de Trabajos Varios; v. 34. Servicio de Investigación Prehistórica. Diputación Provincial de Valencia. 1967
- La ceramique peinte Iberique de la province d'Alicante, I & II, Acta universitatis Stockholmiensis - Stockholm studies in classical archaeology VI & VIII, Stockholm, 1969-1973

### Traducciones
- Salud con yoga / Eugenia Basilewsky. Traducción del sueco por Solveig Nordtröm. Ed. Mensajero, D.L. 1981